# فيلي كناب
فيلي كناب (بالإنجليزية: Willie Knapp)‏ هو فارس أمريكي، ولد في 21 أغسطس 1888 في شيكاغو في الولايات المتحدة، وتوفي في 26 أكتوبر 1972.